# Křídelní útok
Křídelní útok je taktickou útočnou operací zaměřující se na křídla nepřátelské armády. Jsou v zásadě známy dva základní typy křídelních útoků a jeden poněkud neobvyklý.

## Jednostranný křídelní útok
Je to útok na vybrané křídlo nepřátelské formace. Koncentrace vlastních útočných jednotek na jednom křídle má teoreticky zvýšit šanci na úspěch při prorážení nepřátelské obranné linie. Jeho podstatnou nevýhodou je to, že vojska musí urazit větší vzdálenosti, aby obklíčily nepřátelskou formaci. Nicméně díky koncentraci vojenské síly na jednom křídle se jedná o velmi silný úder.

### Klamný úder
Varianta jednostranného útoku. Na jedno křídlo vojenské formace (útočné křídlo) jsou rozmístěny hlavní útočné síly, na druhém křídle pak slabší vojenské formace, které provedou první úder, ten může být veden ovšem i ze středu útočící armády. To vyvolá u protivníka dojem, že hlavní úder je veden v tomto bodě, přičemž on přesune své síly (buď oslabí první linii ostatních částí fronty, nebo přisune záložní síly) do bodu nepřátelského útoku. Když pak přijde skutečný útok, je zaskočen a útočník má velký bonus při útoku. Použito úspěšně např. Pruskou armádou v bitvě u Sadové (též u Hradce Králové) v létě roku 1866 nebo generálem Erichem von Mansteinem v roce 1942 na Krymu (Kerčský poloostrov).

### Týlový útok
Též často používaná varianta spočívající ve vysazení pěchoty v týlu protivníka za účelem snadnějšího obklíčení jádra nepřátelské armády (odříznutí ústupových cest) či ve vyvolání zmatku. Užívá se běžně i v oboustranném křídelním útoku, kde jeho účinnost se ještě v případě úspěchu zvyšuje. (V oboustranném provedení byl použit generálem Schwarzkopfem v Pouštní bouři v roce 1991 v jižním Iráku, výsledkem bylo obklíčení a kapitulace nepřátelských tankových divizí).

## Oboustranný křídelní úder

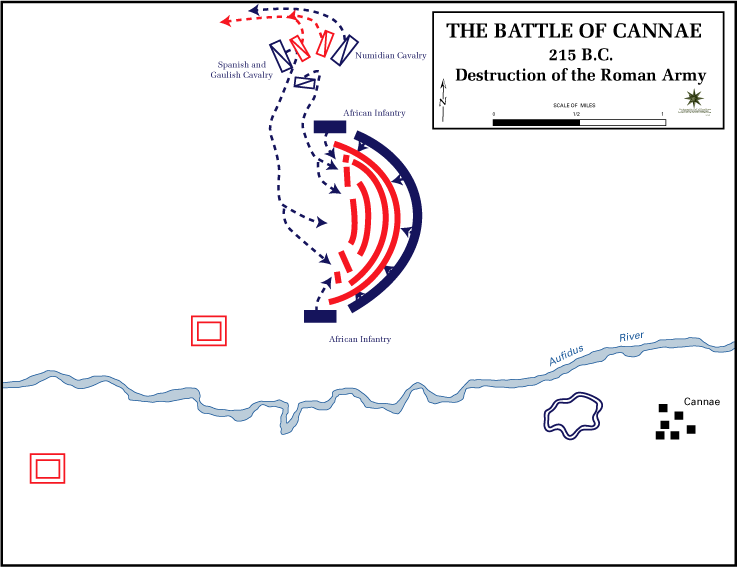
Bitva u Kann

Jedná se snad o nejoblíbenější taktiku od bitvy u Kann (Hannibal za druhé Punské války při tažení v Itálii) přes druhou světovou válku (bitva na Bzuře v Polsku 1939, bitva o Kyjevský kotel 1941, bitva u Falaise 1944, bitva o Porúří 1945, bitva o Berlín 1945) až po současnost (generál Schwarzkopf, Irák 1991). Jeho obliba spočívá především v možnosti úplného zničení jádra nepřátelské armády. Jeho subvarianty jsou totožné s jednostranným křídelním útokem, u klamné subvarianty se útočí nejprve na střed nepřátelské formace a pak teprve na křídla.

## Zadní (týlový) úder
Toto je nejatypičtější typ křídelního úderu. Použit byl jedenkrát za občanské války Severu proti Jihu. Dnes je prakticky velmi obtížné jej užít, což je dáno existencí souvislé fronty. Jeho úspěšnost spočívá v úplném obejití jádra nepřátelské armády a vpadnutím do týlu.

## Praktické užití
Užití těchto taktik je v současnosti rozdílné u armád „západního světa“ (NATO + Izrael a JAR) a armád zbytku světa (především Rusko a Čína).
Zatímco prvně zmíněný svět užívá tyto taktiky za úplné letecké převahy a v kombinací s chirurgicky přesnými raketovými údery, pak druhá skupina států, a zde bez debat se jedná hlavně Rusko a Čínu, užívá tuto taktiku v masových úderech velkých tankových formací s podporou obrovského množství pěchoty. Raketové údery a bombardování (zde především bitevní vrtulníky) těží ze své početní převahy a zdevastují obrovské územní plochy. Oč je druhá taktika účinnější (není tolik závislá na úplném ovládnutí vzdušného prostoru nepřítele), o to víc se vykazuje vyššími ztrátami na životech a materiálu.